# Liste der Biografien/Kon
Liste der Biografien |
Portal Biografien |
Personensuche
# |
A |
B |
C |
D |
E |
F |
G |
H |
I |
J |
K |
L |
M |
N |
O |
P |
Q |
R |
S |
T |
U |
V |
W |
X |
Y |
Z |
?
 
Ka |
Kb |
Kc |
Kd |
Ke |
Kf |
Kg |
Kh |
Ki |
Kj |
Kl |
Km |
Kn |
Ko |
Kp |
Kr |
Ks |
Kt |
Ku |
Kv |
Kw |
Ky |
Kx |
Kz
 
Koa |
Kob |
Koc |
Kod |
Koe |
Kof |
Kog |
Koh |
Koi |
Koj |
Kok |
Kol |
Kom |
Kon |
Koo |
Kop |
Kor |
Kos |
Kot |
Kou |
Kov |
Kow |
Kox |
Koy |
Koz
 
Kona |
Konc |
Kond |
Kone |
Konf |
Kong |
Konh |
Koni |
Konj |
Konk |
Konl |
Konm |
Konn |
Kono |
Konp |
Konr |
Kons |
Kont |
Konu |
Konv |
Konw |
Kony |
Konz
Die Liste der Biografien führt alle Personen auf, die in der deutschsprachigen Wikipedia einen Artikel haben. Dieses ist eine Teilliste mit 15 Einträgen von Personen, deren Namen mit den Buchstaben „Kon“ beginnt.

## Kon
- Kon Artis (* 1978), US-amerikanischer RapperKon Artis (* 1978)

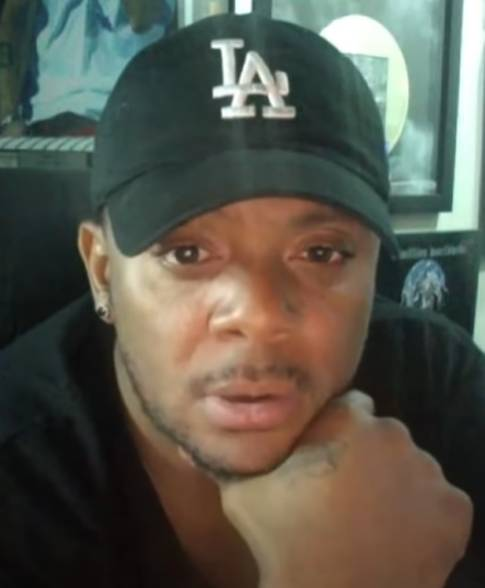
Kon Artis (* 1978)

- Kon, Alexander Felixowitsch (1897–1941), sowjetischer Ökonom und Theoretiker
- Kon, Annegret Maria (* 1978), deutsche Bildhauerin
- Kon, Bolesław (1906–1936), polnischer Pianist
- Kon, Feliks (1864–1941), polnischer Ethnograph und Kommunist
- Kon, Fjodor Saweljewitsch, russischer Architekt und Baumeister
- Kon, Henech (1890–1972), polnischer Komponist
- Kon, Hidemi (1903–1984), japanischer Schriftsteller
- Kon, Igor Semjonowitsch (1928–2011), russischer Soziologe und Sexualwissenschaftler
- Kon, Jelena Felixowna (1893–1968), sowjetische Publizistin und Literaturkritikerin
- Kon, Marija (1894–1987), jugoslawische Germanistin
- Kon, Marko (* 1972), serbischer Sänger
- Kon, Satoshi (1963–2010), japanischer Drehbuchautor und Regisseur
- Kon, Tōkō (1898–1977), japanischer Schriftsteller und Politiker
- Kon, Yōsuke (* 1978), japanischer Eishockeyspieler